# Championnats du monde de gymnastique aérobic 2022
Navigation
Bakou 2021 Pesaro 2024
Les 17es championnats du monde de gymnastique aérobic ont lieu à Guimarães au Portugal du 16 au 18 juin 2022.

## Podiums
| Épreuves    | Or | Argent | Bronze |
| ----------- | --- | --- | --- |
| Individuel  | | | |
| Hommes      | Kim Han-jin Corée du Sud                                                                                           | Miquel Mañé Espagne | Davide Nacci Italie |
| Femmes      | Anastasiia Kurashvili Ukraine                                                                                      | Ayşe Begüm Onbaşı Turquie | Nea Kivelä Finlande |
| Groupes     | | | |
| Paire mixte | Hongrie Fanni Mazács Dániel Bali                                                                                   | Brésil Tamires Silva Lucas Barbosa | Viêt Nam Trần Ngọc Thúy Vi Lê Hoàng Phong                                                                                              |
| Trios       | Hongrie Dániel Bali Fanni Mazács Balázs Farkas                                                                     | Bulgarie Antonio Papazov Tihomir Barotev Darina Pashova                                                                                      | Viêt Nam Nguyễn Chế Thanh Lê Hoàng Phong Trần Ngọc Thúy Vi                                                                             |
| Groupes     | Viêt Nam Nguyễn Chế Thanh Lê Hoàng Phong Trần Ngọc Thúy Vi Nguyễn Việt Anh Vương Hoài An                           | Hongrie Dániel Bali Fanni Mazács Zoltán Lőcsei Balázs Farkas Panna Szőllősi                                                                  | Italie Davide Nacci Sara Cutini Marcello Patteri Matteo Falera Francesco Sebastio                                                      |
| Step        | Corée du Sud Ryu Ju-sun Ryu Min-ji Han Jae-hyun Koh Eun-byeol Kim Eung-soo Lee Jun-kyu Song Sung-kyu Yoom Chang-il | Ukraine Anastasiia Isaienko Kateryna Cherkez Oleksandra Mokhort Ilona Shelest Daria Subotina Maryna Kutseva Daria Solianyk Veronika Sydorova | Hongrie Bernadett Ádám Anna Dévényi Enikő Kajtor Meda Koevesdi Dalma Kopacz Réka Solti Roza Szarvas Zsofia Vajda                       |
| Danse       | Corée du Sud Kim Hyeon-ji Ryu Min-ji Kim Min-hyeok Cho Eun-ha Kim Min-ji Han Jae-hyun Kim Hyeog-jin Kim Mun-su     | Hongrie Zoltán Lőcsei Balázs Farkas Panna Szőllősi Kata Hajdú Anna Makranszki Janka Ökrös Vanessza Ruzicska Zsófia Simon                     | Italie Francesco Blasi Arianna Ciurlanti Nicole Alighieri Sofia Cavalleri Andrea Colnago Gaia Laurino Alice Pettinari Lucrezia Rexhepi |
| Équipes     | | | |
| Équipes     | Hongrie | Roumanie | Italie |